# 比西加 (岡祖爾古省)
比西加（Bissiga）為位在布吉納法索高原-中部大區岡祖爾古省佐爾戈縣的城鎮。2005年人口普查中該城鎮人口有1,371人。